# TGS-NOPECジオフィジカル
TGS-NOPECジオフィジカル（ノルウェー語: TGS-NOPEC Geophysical Company ASA）は、地質学のデータやソフトウェア、サービスを提供する多国籍企業。本社機能は、ノルウェーの首都・オスロ郊外のアスケーのほか、アメリカ合衆国のヒューストンにある。オスロ証券取引所上場企業（OSE: TGS）。

## 沿革
前身の一つであるNOPECは、1981年にオスロで設立され、北海地域で業界に先駆けて2次元データベースの構築を開始し、さらにオーストラリアやアジア地域にも進出、1997年にオスロ証券取引所に上場した。他方、NOPEC設立と同年の1981年、TGSは、ヒューストンで設立され、まもなくメキシコ湾地域の2次元データライブラリを構築、北米や西アフリカで範囲を拡大し、3次元ポートフォリオを追加した。
1998年、両社の合併により、TGS-NOPEC Geophysical Company（TGS）を設立された。2019年5月、ノルウェーの同業であるSpectrum ASAとの合併を発表した。
TGS-NOPECジオフィジカルは2次元、および3次元で地質、地震学に関するデータを加工、解釈するサービスを世界中に提供しており、北米や南米、ヨーロッパ、アフリカ、ロシアにおいてはオンライン上で最大級のデータベースを持つ。
主要拠点としては、アスケーとヒューストンのほか、カナダ・カルガリー、イギリス・ロンドンや、オーストラリア・パース、シンガポールなどがある。売上としては南北アメリカが約50％、ヨーロッパが約25％である。